# Drapieżcy (komiks)
Drapieżcy (fr. Rapaces) – seria komiksowa autorstwa belgijskiego scenarzysty Jeana Dufaux i szwajcarskiego rysownika Enrica Mariniego, opublikowana w czterech tomach przez francuskie wydawnictwo Dargaud w latach 1998–2003. Po polsku ukazała się nakładem wydawnictwa Egmont Polska w latach 2001–2004.

## Fabuła
Utrzymana w konwencji horroru i osadzona we współczesnym Nowym Jorku seria opowiada o pojedynku między parą policjantów, Vicky Lenore i Benitem Spiaggi, a demonicznym rodzeństwem, Dragonem i Camillą Molinami – tytułowymi „drapieżcami”. W mieście dochodzi do zabójstw, a wspólną cechą ofiar jest torbiel za uchem przebita szpilą. Lenore i Spiaggi odkrywają, że ofiary były ze sobą spokrewnione. Okazuje się, że były to wampiry, które przez lata wtopiły się w ludzką społeczność, aby stopniowo przejąć nad nią władzę. Próbując rozpracować ich spisek, para detektywów odkrywa, że z zabójstwami powiązani są Molinowie. To oni eliminują kolejne wampiry w ramach zemsty za odejście od pradawnych zwyczajów swojej rasy. Konfrontacja policjantów i rodzeństwa jest nieunikniona.

## Tomy
| Tom | Tytuł i rok wydania polskiego | Tytuł i rok wydania oryginalnego |
| --- | ----------------------------- | -------------------------------- |
| 1   | Drapieżcy 1 (2001)            | Rapaces 1 (1998)                 |
| 2   | Drapieżcy 2 (2002)            | Rapaces 2 (2000)                 |
| 3   | Drapieżcy 3 (2002)            | Rapaces 3 (2001)                 |
| 4   | Drapieżcy 4 (2004)            | Rapaces 4 (2003)                 |